# Walerij Chondogo
Walerij Anatoljewicz Chondogo (ros. Валерий Анатольевич Хондого, ur. 21 września 1957 w Moskwie) – rosyjski szpadzista reprezentujący ZSRR, dwukrotny medalista mistrzostw świata.
Podczas mistrzostw świata w Hamburgu w 1978 roku reprezentanci ZSRR w składzie: Boris Łukomski, Aszot Karagjan, Leonid Dunajew, Aleksandr Abuszachmietow i Walerij Chondogo zdobyli srebrny medal w zawodach drużynowych. W tej samej konkurencji zdobył również złoty medal na mistrzostwach świata w Clermont-Ferrand trzy lata później.
Nigdy nie wziął udziału w igrzyskach olimpijskich.